# Europsko prvenstvo u atletici – Pariz 2020.
Europsko prvenstvo u atletici 2020. (eng. 2020 European Athletics Championships, fra. Championnats d'Europe d'athlétisme 2020), 25. Europsko prvenstvo u atletici po redu. Trebalo se održati u Parizu od 26. do 30. kolovoza 2020. godine na stadionu Charléty. To bi bilo drugo francusko domaćinstvo u povijesti europskih prvenstava, 80 godina nakon prvog domaćinstva 1938. godine.
Zbog svjetske pandemije koronavirusa organizacijski odbor Europskog prvenstva 2020. 23. travnja 2020. objavio je otkazivanje održavanja prvenstva. Priredbu se neće premjestiti na neki drugi termin. Otkazan je prvi put od 1942. godine zbog Drugog svjetskog rata.

## Vanjske poveznice
- EAA Službena stranica
- EAA kalendar